# Лудвиг Казимир Шенк фон Лимпург
Лудвиг Казимир Шенк фон Лимпург-Зонтхайм (на немски: Ludwig Kasimir Schenk von Limpurg-Sontheim/Obersontheim; * 5 август 1611; † 3 октомври 1645) е наследствен имперски шенк на Лимпург-Зонтхайм/Оберзонтхайм в Баден-Вюртемберг.

## Произход
Той е син на фрайхер Хайнрих II Шенк фон Лимпург (1573 – 1637) и съпругата му графиня Елизабет фон Ербах (1578 – 1645), дъщеря на граф Георг III фон Ербах (1548 – 1605) и втората му съпруга графиня Анна фон Золмс-Лаубах (1557 – 1586). Сестра му Анна Кристина фон Лимпург-Зонтхайм (1615 – 1685) се омъжва на 2 септември 1649 г. в Оберзонтхайм за граф Филип Готфрид фон Хоенлое-Валденбург (1618 – 1679).
Лудвиг Казимир Шенк фон Лимпург-Зонтхайм умира на 3 октомври 1645 г. на 34 години.

## Фамилия
Лудвиг Казимир Шенк фон Лимпург-Зонтхайм се жени на 9 декември 1638 г. за графиня Доротея Мария фон Хоенлое-Валденбург-Пфеделбах (* 20 април 1618; † 16 септември 1695, Оберзонтхайм), дъщеря на граф Лудвиг Еберхард фон Хоенлое-Валденбург-Пфеделбах (1590 – 1650) и Доротея фон Ербах (1593 – 1643), дъщеря на граф Георг III фон Ербах (1548 – 1605) и четвъртата му съпруга Мария фон Барби-Мюлинген (1563 – 1619). Те имат пет деца:
- Йохана Елизабет Доротея фон Лимпург (* 10 октомври 1639, Оберзонтхайм; † 21 декември 1691, Кастел), господарка на Лимпург-Оберзонтхайм, омъжена I. на 18 ноември 1655 г. за имперски шенк Вилхелм Лудвиг Шенк фон Лимпург (* 21 септември 1624; † 3 ноември 1657), II. на 7 юли 1667 г. в Ремлинген за граф Волфганг Дитрих фон Кастел-Ремлинген (* 6 януари 1641; † 8 април 1709)
- Хайнрих Казимир Шенк фон Лимпург-Зонтхайм (* 26 септември 1640; † 13 октомври 1676), женен на 23 февруари 1668 г. за вилд- и Рейнграфиня Елеонора София Доротея фон Даун (* 1653; † 10 декември 1713)
- Анна Кристина фон Лимпург-Оберзонтхайм (* 27 март 1642; † 27 септември 1642)
- София Магдалена фон Лимпург (* 11 ноември 1643; † 7 юли 1644)
- Фридрих фон Лимпург-Оберзонтхайм (* 1 април 1645; † 9 април 1645)